# الجدار (فلم 1962)
الجدار (بالإنجليزية: The Wall) هو فيلم دعائي أمريكي عام 1962 حول إقامة جدار برلين من إخراج والتر دي هوج(بالإنجليزية: Walter de Hoog).

## ملخص القصة
يبدأ الفيلم الوثائقي بمجموعة من الأطفال الألمان يلعبون كرة القدم في شارع على حدود جدار برلين. أثناء سير المباراة، يتم ركل الكرة إلى الجانب الآخر.
باستخدام اللقطات الأولية، يروي الفيلم إقامة الجدار، والجهود المدنية للتواصل مع الهاربين من ألمانيا الشرقية ومساعدتهم، والجهود التي يبذلها حرس الحدود في ألمانيا الشرقية لإحباطهم. تم تصوير الفيلم في العام الأول بعد بناء الجدار، وقد رواه ألكسندر سكوربي، متحدثًا باسم مواطن من غرب برلين، تقطعت السبل بأمه وأطفاله على الجانب الشرقي من الجدار. يظهر الرجل وهو يتواصل مع أطفاله من خلال إشارات اليد ؛ محاولة محفوفة بالمخاطر، حيث خاطر مدنيو ألمانيا الشرقية الذين تم القبض عليهم وهم يلوحون أو يتواصلون مع الناس على الجانب الغربي من الجدار بنقلهم قسراً.
لفترة وجيزة بعد بناء الجدار، تمكن المدنيون من الفرار بالقفز من النوافذ الغربية للمباني القريبة من الجدار. تم التقاط العديد من حالات الهروب هذه في الفيلم، بما في ذلك حالة حاول فيها رجال الشرطة الشيوعية سحب امرأة مرة أخرى إلى الغرفة قبل أن تسقط في يد رجال الإطفاء المنتظرين أدناه. تم تصوير حراس ألمانيا الشرقية وهم يلقون الغاز المسيل للدموع على المدنيين على الجانب الغربي من الجدار، الذين ألقوا بالقنابل اليدوية. وبعد فترة وجيزة، كسرت نوافذ تلك المباني بالطوب، وعلقت الأسلاك الشائكة على أسطح المنازل. تظهر الأشجار والمنازل تتعرض للدمار خشية أن تستخدم كمسارات للهروب. في المناطق الريفية المجاورة، يفر المزيد من المدنيين، على الرغم من انتشار حقول الألغام والأسلاك الشائكة. شوهدت هاربة أخرى مصابة في وجهها عندما اصطدمت بسياج من الأسلاك الشائكة. حادثة أخرى تم التقاطها في الفيلم هي وفاة بيتر فيشتر، وهو متدرب في البناء يبلغ من العمر 18 عامًا، أطلق عليه حرس الحدود في جمهورية ألمانيا الديمقراطية النار أثناء محاولته تسلق الجدار وتركه ينزف حتى الموت. يتم عرض نصب تذكاري للآخرين الذين ماتوا وهم يحاولون الفرار إلى ألمانيا الغربية. ثلاث دقائق من الصمت على الجانب الغربي تخليدًا لذكرى من فقدوا وقتلوا، وينتهي الفيلم بصبي يسير بجانب الحائط.

## الرقابة السياسية
منذ الستينيات، احتفظت إدارة المحفوظات والسجلات الوطنية الأمريكية بالفيلم الوثائقي القصير. نظرًا لأن الفيلم كان يعتبر فيلمًا دعائيًا، لم يكن بالإمكان إطلاق الإنتاج الإعلامي أو عرضه في الولايات المتحدة إلا بعد الحرب الباردة بين دول الكتلة الشرقية والكتلة الغربية.

## روابط خارجية
- The Wall  في قاعدة بيانات الأفلام على الإنترنت (بالإنجليزية)
- الجدار متوفر للتحميل المجاني على أرشيف الإنترنت